# Пам'ятник Леніну (Ялта)
Пам'ятник Леніну — пам'ятник російському революціонеру Володимиру Ульянову (Леніну, організатор збройного Жовтневого перевороту восени 1917 р., ініціатор Громадянської війни в Росії, засновник і керівник партії більшовиків); радянському політичному діячеві (перший Голова Раднаркому — уряду РРФСР, один з головних творців СРСР), теоретику і поширювачу ідей комунізму, лідеру світового міжнародного комуністичного руху. Розташований у Ялті на однойменній набережній і однойменній площі. Місце зустрічі молоді і неформалів, укритий пальмами.

## Опис
З приходом Радянської влади головна магістраль міста була перейменована в Набережну Леніна. Її покрили асфальтом, висадили декоративні рослини, віялові пальми. Після того, як вулиця стала закритою для транспорту, вона стала бульваром. У 20-і роки народною владою в сквері на набережній був встановлений один з перших в Ялті пам'ятників В. І. Леніну. В період Німецько-радянської війни пам'ятник демонтували, але він досі не знайдений.
Ялтинський пам'ятник вважається одним з найбільш значних і коштовних серед аналогів у світі. Бронзова статуя Леніна стоїть на колосальному постаменті, виконаному з червоного мармуру. Пам'ятник височіє в центрі площі на набережній ім. Леніна. Урочисте відкриття споруди відбулося у січні 1954 року. Автори пам'ятника — український скульптор П. П. Яцино — лауреат Державної премії СРСР, архітектор А. С. Фомін. Цей пам'ятник — єдиний в Криму монумент, присвячений Леніну зі статусом пам'ятки монументального мистецтва національного значення.

## Знесення
Ялтинський монумент пережив Євромайдан та «ленінопад» на початку 2014 року через анексію Криму Російською Федерацією. Ще до анексії місцева влада виступала проти знесення пам'ятника. У лютому повідомлялося про угруповування спортсменів, які мали б захищати Леніна від провокацій. Біля пам'ятника продовжують влаштовувати громадські заходи та концерти. Окрім того, голова кримського курортного відомства в Ялті виступив з ідеєю створення музею пам'ятників Леніну.